# Herbulotia lapalmae
Herbulotia lapalmae är en fjärilsart som beskrevs av Rudolf Pinker 1963. Herbulotia lapalmae ingår i släktet Herbulotia och familjen mätare. Inga underarter finns listade i Catalogue of Life.